# Joseph Heintz el Joven

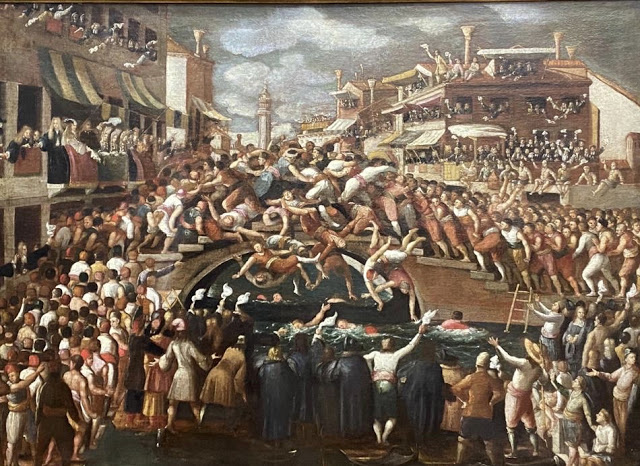
Ponte dei pugni, de Joseph Heintz el Joven (ca. 1675).

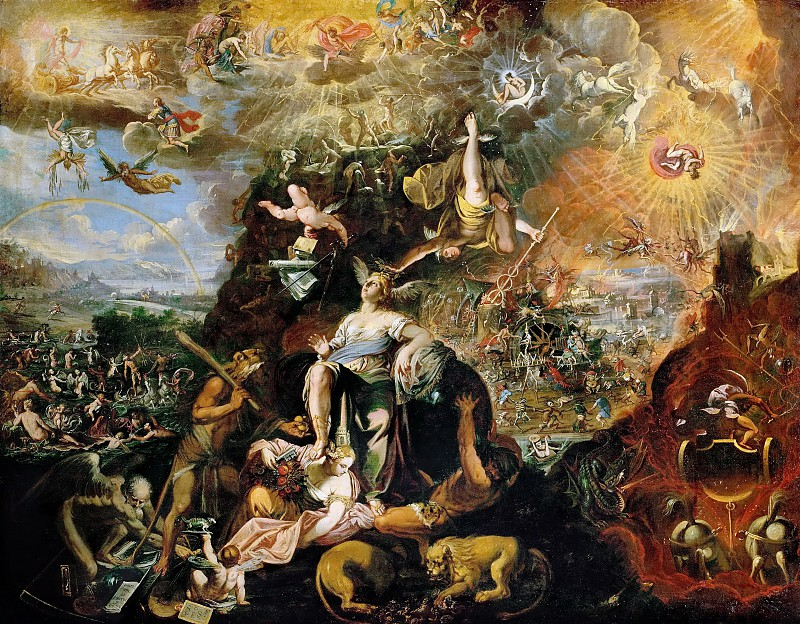
Alegoría de Joseph Heintz el Joven. Museo de Historia del Arte de Viena.

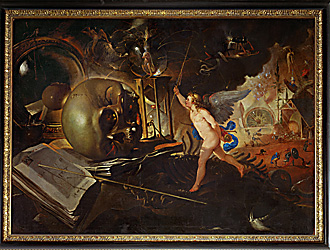
Vanitas o Alegoría de Amor) de Heintz el Joven. Pinacoteca de Brera, Milán.

Joseph Heintz el Joven (Augsburgo, c. 1600-Venecia, septiembre de 1678) fue un pintor alemán, hijo de Joseph Heintz el Viejo, activo en Italia a partir del primer cuarto del siglo XVII. Sus obras se exponen en museos tan importantes como la Galleria degli Uffizi de Florencia, la Pinacoteca de Brera de Milán, el Museo de Historia del Arte de Viena o el Museo Correr de Venecia.

## Biografía
Su padre murió prematuramente en 1609. En 1617, Heintz trabajaba en el taller de un antiguo alumno de su padre, el pintor Matthäus Gundelach. Probablemente, antes de instalarse en Italia, frecuentó también el taller de Matthias Kager (1621), un conocido miniaturista que había sido alumno en Venecia de Hans Rottenhammer. En 1625 Heintz el Joven ya estaba activo en Italia, tanto en Venecia como en Roma, donde pintó algunos  capricciosissimi (caprichosísimos), en los que se mezclaban conciertos de monstruos con escenas de héroes clásicos o mitológicos. 
Se inspiró para sus composiciones en obras de El Bosco, Pieter Brueghel el Viejo o Jacques Callot, que conocía por estampas. Algunas obras características de este estilo son la Alegoría del Museo de Historia del Arte de Viena, el Orfeo en los infiernos de la Galleria degli Uffizi (Florencia) o su Vanitas (o Alegoría de Amor) de la Pinacoteca de Brera (Milán).
En 1632 se encontraba en Venecia, como testimonia el altar votivo de la iglesia de San Fantino. Entre 1634 y 1639 estuvo inscrito en la cofradía de pintores. De 1648 a 1649 pintó las obras Entrada del patriarca Federico Corner en San Pietro di Castello, la Expulsión de los toros en campo San Polo y El fresco en barca (Museo Correr de Venecia).
El 30 de noviembre de 1655 fue llamado, junto a Nicolas Régnier, para peritar la colección de Giovanni Pietro Tiraboschi. En 1663 el conde Czernin, embajador plenipotenciario del emperador Leopoldo I, le encargó algunas obras.
Heintz tuvo una hija, Regina, excelente copista de sus cuadros.